# Parczew
Parczew è un comune urbano-rurale polacco del distretto di Parczew, nel voivodato di Lublino.
Ricopre una superficie di 146,23 km² e nel 2004 contava 14 985 abitanti.